# Katharina Wäschenbach
Katharina Wäschenbach (* 28. April 1985 in Kirchen (Sieg), Rheinland-Pfalz) ist eine ehemalige deutsche Schauspielerin.

## Leben
Von 1998 bis 2004 verkörperte Wäschenbach die Rolle der Lisa Clement in der Kinderserie Die Kinder vom Alstertal. In der NDR-Fernsehproduktion war sie in insgesamt 43 der 52 Episoden zu sehen. Es war ihre einzige Mitwirkung in der Filmindustrie: Nach der letzten Episode der Serie zog sie sich aus der Öffentlichkeit zurück.
Wäschenbach arbeitete als Recruiterin bei einem Onlineshop. Inzwischen ist sie als Paartherapeutin tätig.

## Filmografie
- 1998–2004: Die Kinder vom Alstertal (Fernsehserie, 43 Episoden)